# San Pantaleo
San Pantaleo ist die einzige bewohnte Insel der Inselgruppe Isole dello Stagnone di Marsala, die vor Westküste Siziliens liegt und zum Stadtgebiet von Marsala zählt. Auf einer Fläche von rund 45 Hektar leben hier 10 Einwohner (Volkszählung 2001).
San Pantaleo ist zwar nach der Isola Grande nur die zweitgrößte, aber die bekannteste Insel dieser Inselgruppe, da sich auf ihr die Überreste der antiken phönizische Stadt Mozia (auch Motya) befinden. Früheste Spuren menschlicher Aktivitäten stammen aus der Altsteinzeit, ferner gibt es Hinweise auf eine Besiedlung in der Kupfer- oder frühen Bronzezeit. Jedoch ist die Geschichte der Insel in jener Zeit bisher kaum erforscht. Wesentlich besser untersucht ist eine Siedlung, die von der mittleren bis zu Endbronzezeit Siziliens (Motya Schicht II–IIIB, ca. 1650–900 v. Chr.) bestand. Die letzte Phase endete mit Zerstörung der Siedlung, nach der San Pantaleo nach den bisherigen Ausgrabungsbefunden bis zur Gründung einer phönizischen Kolonie (Motya IVA, ab 800 v. Chr.) wahrscheinlich unbewohnt war. In der Antike wurde die Insel von den Griechen – wie die phönizische Stadt – Motya (oder auch Motye) genannt; in phönizischen Inschriften wird ihr Name meist mit mtw wiedergegeben. Im 11. Jahrhundert wurde die Insel durch Basilianer in San Pantaleo umbenannt.
1886 kaufte der sizilianisch-britische Ornithologe, Archäologe und Sportler Joseph Whitaker die Insel, um dort ungestört Vogelbeobachtungen vornehmen zu können. Daneben interessierte er sich für archäologische Fundstücke, die er dort in großer Zahl bergen konnte. Hierfür baute er ein kleines Museum auf der Insel.
Die Insel sowie die vorgelagerte, weitaus größere Isola Grande gehören heute der Fondazione Whitaker, die das Erbe Joseph Whitakers bewahrt. 